# Valeska von Rosen
Valeska von Rosen, alla nascita Valeska Wisniewski (Berlino, 25 marzo 1968), è una storica dell'arte tedesca.
È titolare della cattedra di Storia dell'arte moderna e della prima età moderna presso l'Università Heinrich Heine di Düsseldorf.

## Biografia
Valeska von Rosen è nata a Berlino nel 1968. Suo padre era l'architetto Edgar Wisniewski, socio di Hans Scharoun. Von Rosen ha frequentato la sezione umanistica della Erich-Hoepner-Oberschule (Gymnasium) di Berlino-Charlottenburg e ha studiato storia dell'arte, archeologia classica ed egittologia presso la Università libera di Berlino e la Università Ludwig Maximilian di Monaco di Baviera. Nel 1994 si è laureata alla Università libera di Berlino, dove nel 1998 ha ottenuto il dottorato di ricerca da Rudolf Preimesberger con una tesi sulle concezioni mimetiche di Tiziano. La tesi, realizzata come borsista della Bibliotheca Hertziana di Roma (Istituto Max Planck), è stata onorata con il Premio Hans Janssen per la Storia dell'Arte Europea dell'Accademia delle Scienze e delle Lettere di Gottinga nel 2000. Valeska von Rosen ha successivamente ottenuto borse di studio dalla Fondazione tedesca per la ricerca (DFG), sempre dalla Bibliotheca Hertziana e dalla Fondazione Gerda Henkel. Nel 2006 ha conseguito la libera docenza presso l'Università libera di Berlino ed è stata nominata titolare della cattedra di Storia dell'arte generale presso la Università della Ruhr a Bochum (2006-2019). Nel 2006/07 è stata associata al Wissenschaftskolleg zu Berlin (Istituto di studi avanzati) e nel 2015 al Centro internazionale di ricerca Morphomata dell'Università di Colonia. Nel 2011 ha rifiutato la cattedra di Storia dell'arte all'Università di Münster. Dal 2012 Valeska von Rosen è membro dell'Academia Europaea di Londra. Dal 2014 al 2017 ha diretto un progetto di ricerca finanziato dalla DFG intitolato "Kunsthistoriographie und Künstlerbiographik im 17. Jahrhundert. Giovanni Pietro Bellori's Vitenwerk in seinen Kontexten" ("Storiografia dell'arte e biografia d'artista nel XVII secolo. Le “Vite” di Giovanni Pietro Bellori e il loro contesto"). Dal 2015 al 2022, von Rosen è stata membro del gruppo di ricerca DFG 2305 “Diskursivierungen von Neuem. Tradition und Novation in Texten des Mittelalters und der Frühen Neuzeit” ("Discorsivizzazione del nuovo. Tradizione e novazione nei testi del Medioevo e della prima età moderna"), e dal 2016 al 2020 è stata membro del DFG Review Board 103 Arte, Musica, Teatro e Studi sui Media. Dal 2018 al 2022 ha diretto il progetto di ricerca finanziato dalla DFG „Die Galleria degli autoritratti der Uffizien. Zu den Produktionsbedingungen, Rezeptionsweisen und Ordnungsmodellen von Künstlerselbstbildnissen in einer neuzeitlichen Sammlung" (“La Galleria degli autoritratti degli Uffizi. Sulle condizioni di produzione, le modalità di ricezione e i modelli di organizzazione degli autoritratti d'artista in una collezione moderna"), che si è svolto in collaborazione con le Gallerie degli Uffizi a Firenze e il l'Istituto Centrale di Storia dell'Arte (Zentralinstitut für Kunstgeschichte) di Monaco di Baviera. Nel 2019, von Rosen ha accettato la cattedra di Storia dell'arte moderna e della prima età moderna presso l'Università Heinrich Heine di Düsseldorf. Dal 2021 al 2023 è stata premiata con una borsa di studio “Opus magnum” della Fondazione Volkswagen. Nel 2023, le è stata conferita la Medaglia Martin Warnke della Fondazione Aby Warburg di Amburgo.
Da giugno 2024 Valeska von Rosen è membro del comitato scientifico della Fondazione Fritz Thyssen e da gennaio 2025 fa parte del comitato scientifico della Fondazione Gerda Henkel. È inoltre membro del consiglio di amministrazione del Centro tedesco di studi veneziani.
Valeska von Rosen è sposata con il gallerista Philipp von Rosen.

## Opere (selezione)

### Monografie
- Verhandlungen in Utrecht. Ter Brugghen und die religiöse Bildsprache in den Niederlanden, Gottinga 2015.
- Caravaggio und die Grenzen des Darstellbaren. Ambiguität, Ironie und Performativität in der Malerei um 1600, Berlino 2009. 3. edizione 2021.
- Mimesis und Selbstbezüglichkeit in Werken Tizians. Studien zum venezianischen Malereidiskurs, Berlino/Emsdetten 2001.

### Come editrice
- Giovan Pietro Bellori: Vita di Michelangelo Merisi da Caravaggio. Leben des Michelangelo Merisi da Caravaggio. Tradotto e commentato da Valeska von Rosen, a cura e con un saggio di Valeska von Rosen (Giovan Pietro Bellori. Le vite de’ pittori, scultori ed architetti moderni. Die Leben der modernen Maler, Bildhauer und Architekten. Zweisprachige, kommentierte Ausgabe inklusive der unpublizierten Viten Guido Renis, Andrea Sacchis und Carlo Marattas, a cura di Elisabeth Oy-Marra eTristan Weddigen con Anja Brug. Vol. 5). Göttingen 2018.
- con David Nelting e Jörn Steigerwald: Poiesis. Praktiken der Kreativität in den Künsten der Frühen Neuzeit, Zurigo/Berlino 2013.
- con Jörn Steigerwald: Amor sacro e profano: Modellierungen der Liebe in Literatur und Musik der italienischen Renaissance, Wiesbaden 2013.
- Erosionen der Rhetorik? Strategien der Ambiguität in den Künsten der Frühen Neuzeit, Wiesbaden 2012.
- con Hans-Georg von Arburg, Philipp Brunner, Ursula von Keitz et al.: Mehr als Schein: Ästhetik der Oberfläche in Film, Kunst, Literatur und Theater, Zurigo 2008.
- con Sybille Ebert-Schifferer, Julian Kliemann e Lothar Sickel: Caravaggio e il suo ambiente. Ricerche e interpretazioni, Cinisello Balsamo/Milano 2007.
- con Ulrich Pfisterer: Der Künstler als Kunstwerk. Selbstbildnisse vom Mittelalter bis zur Gegenwart, Stoccarda 2005.
- con Klaus Krüger e Rudolf Preimesberger: Der stumme Diskurs der Bilder. Reflexionsformen des Ästhetischen in der italienischen Kunst der Frühen Neuzeit, Berlino 2003.